# Социальная структура
Социа́льная структу́ра — совокупность взаимосвязанных элементов, составляющих внутреннее строение общества. Понятие «социальная структура» применяется как в представлениях об обществе как о социальной системе, в которой социальная структура обеспечивает внутренний порядок соединения элементов, а окружающая среда устанавливает внешние границы системы, так и при описании общества через категорию социального пространства. В последнем случае под социальной структурой понимается единство функционально взаимосвязанных социальных позиций и социальных ролей.

## История термина
По всей видимости, первым, кто употребил термин «социальная структура», был Алексис Токвиль. Позже Карл Маркс, Герберт Спенсер, Макс Вебер, Фердинанд Тённис и Эмиль Дюркгейм во многом способствовали созданию структурной концепции в социологии.
Один из самых ранних и наиболее исчерпывающих анализов социальной структуры был проведен К. Марксом, который показал зависимость политической, культурной, и религиозной сторон жизни от способа производства (основной структуры общества). Маркс утверждал, что экономический базис определяет в значительной степени культурную и политическую надстройку общества. Последующие марксистские теоретики, такие, как Л. Альтюссер, предложили более сложные отношения, считая что культурные и политические учреждения относительно автономны и зависимы от экономических факторов лишь в конечном счете («в последней инстанции»). Но марксистский взгляд на социальную структуру общества не был единственным. Эмиль Дюркгейм внёс идею о том, что различные социальные институты и практики сыграли важную роль в обеспечении функциональной интеграции общества в социальную структуру, объединяющую различные части в единое целое. В этом контексте, Дюркгейм выделил две формы структурных отношений: механические и органические солидарности. Немецкий социолог Фердинанд Тённис один из первых опубликовал в 1905 году исследование современных проблем социальной структуры американского общества. Его соотечественником, Максом Вебером, были исследованы и проанализированы организационные механизмы в современном обществе: рынок, бюрократия (частное предприятие и государственное управление) и политика (например, демократия).
Параллельно это понятие в своих работах развивали такие социологи, как Герберт Спенсер и Георг Зиммель, Толкотт Парсонс, Питер Блау и Энтони Гидденс, Маргарет Арчер и Иммануил Валлерстайн, Пьер Бурдьё и Жак Деррида.
Термин «социальная структура» начал широко применяться, начиная с 1930-х годов.

## Структура социальной системы
Структура социальной системы — это отличный способ взаимосвязи взаимодействующих в ней подсистем, компонентов и элементов, обеспечивающих её целостность. Основными элементами (социальными единицами) социальной структуры общества выступают социальные общности, социальные институты, социальные группы и социальные организации. 
Социальная система, согласно Т. Парсонсу, должна удовлетворять определенным требованиям (AGIL), а именно:
- A — должна быть приспособлена к среде (адаптации);
- G — у неё должны быть поставлены цели (целедостижения);
- I — все её элементы должны быть скоординированы (интеграции);
- L — ценности в ней должны сохраняться (поддержания образца).

Т. Парсонс считал, что общество является особым типом социальной системы, обладающей высокой специализацией и самодостаточностью. Его функциональное единство обеспечивается социальными подсистемами. К социальным подсистемам общества, как системы, Парсонс относит следующие: экономики (адаптация), политики (целедостижение), культуры (поддержание образца). Функцию же интеграции общества выполняет система «социетальной общности», которая содержит в себе главным образом структуры нормативов.

## Структура социального пространства
Социальная структура подразумевает статические аспекты существования социальных форм, которые в социальном пространстве реализуются в динамике конкретных потоков человеческой активности, социальных процессов. Социальный мир представляет собой таким образом многомерное пространство с множеством социальных полей, в каждом из которых индивиды и их группы занимают соответствующие позиции, а «вихревые потоки» и «силовые линии» социального пространства и социальных полей направляют потоки человеческой активности.
Социальное пространство «скрепляется» социальной структурой — совокупностью взаимосвязанных и взаимодействующих социальных позиций, иерархически упорядоченных между собой посредством социальной стратификации, что предполагает наличие «верхних», «средних» и «нижних» слоев, вертикальных и горизонтальных каналов социального перемещения. Посредством расчленения социального пространства на структурные элементы — позиции в конкретной точке пространства можно находить и оценивать различных социальных агентов по их статусным позициям.